# ETV (Guadeloupe)
 (mai 2025).
La mise en forme du texte ne suit pas les recommandations de Wikipédia : il faut le « wikifier ».
Les points d'amélioration suivants sont les cas les plus fréquents. Le détail des points à revoir est peut-être précisé sur la page de discussion.
- Les titres sont pré-formatés par le logiciel. Ils ne sont ni en capitales, ni en gras.
- Le texte ne doit pas être écrit en capitales (les noms de famille non plus), ni en gras, ni en italique, ni en « petit »…
- Le gras n'est utilisé que pour surligner le titre de l'article dans l'introduction, une seule fois.
- L'italique est rarement utilisé : mots en langue étrangère, titres d'œuvres, noms de bateaux, etc.
- Les citations ne sont pas en italique mais en corps de texte normal. Elles sont entourées par des guillemets français : « et ».
- Les listes à puces sont à éviter, des paragraphes rédigés étant largement préférés. Les tableaux sont à réserver à la présentation de données structurées (résultats, etc.).
- Les appels de note de bas de page (petits chiffres en exposant, introduits par l'outil «  Source ») sont à placer entre la fin de phrase et le point final[comme ça].
- Les liens internes (vers d'autres articles de Wikipédia) sont à choisir avec parcimonie. Créez des liens vers des articles approfondissant le sujet. Les termes génériques sans rapport avec le sujet sont à éviter, ainsi que les répétitions de liens vers un même terme.
- Les liens externes sont à placer uniquement dans une section « Liens externes », à la fin de l'article. Ces liens sont à choisir avec parcimonie suivant les règles définies. Si un lien sert de source à l'article, son insertion dans le texte est à faire par les notes de bas de page.
- La présentation des références doit suivre les conventions bibliographiques. Il est recommandé d'utiliser les modèles {{Ouvrage}}, {{Chapitre}}, {{Article}}, {{Lien web}} et/ou {{Bibliographie}}. Le mode d'édition visuel peut mettre en forme automatiquement les références.
- Insérer une infobox (cadre d'informations à droite) n'est pas obligatoire pour parachever la mise en page.

Pour une aide détaillée, merci de consulter Aide:Wikification.
Si vous pensez que ces points ont été résolus, vous pouvez retirer ce bandeau et améliorer la mise en forme d'un autre article.
Pour les articles homonymes, voir ETV.
 (août 2021).
Il peut être nécessaire de l'améliorer pour respecter le principe de neutralité de point de vue. Veuillez consulter la page de discussion pour plus de détails.

 (juillet 2021).
Si vous disposez d'ouvrages ou d'articles de référence ou si vous connaissez des sites web de qualité traitant du thème abordé ici, merci de compléter l'article en donnant les références utiles à sa vérifiabilité et en les liant à la section « Notes et références ».
ETV, créée en avril 2013 par la SAS ETV GLOBAL enseigne ETV, est une chaîne de télévision généraliste privée commerciale française de proximité diffusée dans les départements d'outre-mer (Guadeloupe, Martinique et Guyane).

## Histoire de la chaîne
ETV est une chaîne de télévision généraliste privée diffusée par la société SAS ETV GLOBAL.
Elle commence à émettre ses programmes en avril 2013, cette nouvelle chaîne est présente sur les canaux non hertzien (WSG et Canal Satellite en avril 2013, et sur Orange TV à partir de 2017).
En mai 2013, la chaîne ETV met à disposition l'intégralité de ses programmes à Éclair Télévision (à la SA Basse-Terre Télévision) qui est détentrice d'une fréquence du CSA sur la TNT en Guadeloupe.
Cette mise à disposition de ses programmes permet à ETV de diffuser son contenu sur la TNT et permet à Éclair Télévision de redémarrer la chaîne absente du réseau depuis plus de quatre ans, à la suite d'un conflit avec les salariés en 2009 et à cause de nombreux problèmes financiers.
ETV est souvent confondu par les téléspectateurs avec la chaîne Éclair Télévision (la SA Basse-Terre Télévision) essentiellement du fait que les programmes sont les mêmes.
En avril 2013, Mario Moradel est nommé président de la SAS ETV GLOBAL enseigne ETV jusqu’au 31 août 2020.
En 2015, ETV GLOBAL reçoit l’autorisation du CSA pour gérer le 2e multiplex de la TNT en Guadeloupe, à la suite d'un accord conjoint signé le 4 juin 2015 entre Alizés TV et Éclair TV pour la gestion du 2e multiplex. C'est la société ETV Global qui sera désormais en charge d'assurer les opérations techniques sur la TNT des deux chaînes Éclair TV et Alizés TV conformément à l’article 30-2 de la loi du 30 septembre 1986 modifiée.
Par assemblée générale du 31 août 2020, les actionnaires de la SAS ETV GLOBAL (ETV) révoquent le président Mario Moradel pour de nombreux manquements comptables et administratifs, Jean-Yves Frixon est nommé nouveau président de la SAS ETV GLOBAL (ETV). En découlent une série de conflits sur la présidence de chaîne au tribunal de Pointe-à-Pitre. Par ordonnance du 14 octobre 2020, le Juge des référés confirme la totale régularité de l’assemblée générale qui a révoqué et exclus de l'actionnariat  Mario Moradel et confirme la présidence de Jean-Yves Frixon, ordonnance confirmée par arrêt du 10 mai 2021 par la Cour d'Appel de Basse-Terre.
Le 19 octobre 2022 l'un des fondateurs de la chaine de télévision Mario Moradel décède à l'âge de 60 ans des suites d'une embolie pulmonaire.
Le 12 juillet 2023, la société ETV récupère son matériel volé après une bataille judiciaire. Le Tribunal Mixte de Commerce de Pointe-à-Pitre en a ordonné la restitution le 19 juin 2023. Le matériel d'ETV a été retrouvé dans les locaux de la société Éclair Média Télévision, qui a été liquidée en février 2023 après 2 années d'exploitation. 
Depuis 2020, la société Eclair Média Télévision avait causé des problèmes à la chaîne ETV en utilisant frauduleusement leur nom et en détournant sa clientèle. Grâce au travail et à l'expertise d'avocats, ETV a obtenu une résolution favorable. En décembre 2022 la société déménage dans des nouveaux studios à Jarry Baie-Mahault après avoir récupéré son matériel qui avait été retrouvé dans les locaux appartenant à l'une des sociétés de Bruno Blandin.  
ETV diffuse ses programmes sur Free le 13 juin 2023 sur le canal 916, le 19 juillet 2023 ETV est désormais disponible sur MSR Private Cable TV à Saint-Martin sur le canal 118 en plus de sa diffusion sur SRF Caraïbes.
La chaîne annonce son retour sur bouquet d'Orange TV le 1er février 2024. Après une absence de trois ans, marquée par sa suppression du bouquet le 31 janvier 2021. Cette interruption n'avait pas été sans raison. ETV avait été contrainte de se retirer du bouquet d'Orange TV à la suite d'une série de problèmes techniques. De plus, cette période avait été compliquée par les agissements d'un groupement d'hommes d'affaires guadeloupéens, lesquels avaient créé une entreprise offrant des services similaires sous un nom évoquant fortement celui d'ETV. 
Le 06 juin 2024, ETV a fait son retour sur le bouquet CANAL+, accessible sur le Canal 24. Cette expansion permet à la chaîne d'atteindre un public plus large en Guadeloupe, Martinique, Guyane et en métropole. Les studios d'ETV, situés à Jarry, Baie-Mahault, continuent de produire une programmation diversifiée, allant de l'actualité politique et économique à des contenus culturels et sociaux. Ce retour marque une étape importante pour la chaîne, renforçant son engagement envers les téléspectateurs des Antilles-Guyane et au-delà. 
Le 21 novembre 2024, ETV franchit une nouvelle étape décisive dans son développement en élargissant sa diffusion à la France hexagonale, ainsi qu’aux zones Réunion et Mayotte, via la TV d’Orange, sur le canal 406. Avec cette extension, ETV devient accessible à des millions de foyers supplémentaires, permettant à un public encore plus vaste de découvrir sa programmation riche et diversifiée.

## Identité visuelle

### Logos

Logo de ETV en 2014

## Organisation

### Dirigeants

#### Présidents
- Mario Moradel : avril 2013 - 31 août 2020
- Jean-Yves Frixon : 1er septembre 2020 à aujourd'hui

#### Directeurs généraux - Directeurs d'antenne
- Jean-Yves Frixon : avril 2013 au 31 août 2020

### Actionnaires
| Actionnaires       | Actions | %    |
| ------------------ | ------- | ---- |
| Jean-Yves Frixon   | 350     | 35%  |
| S. NGUETSOP        | 300     | 30%  |
| DEVELOPPEUR EXPERT | 350     | 35%  |
| Total              | 1000    | 100% |

## Programmes

### Émissions
- La Météo
- ETV Fit
- ETV Ciné Feel
- Les Bons Plans ETV
- ETV En Commune
- JT ETV NEWS
- JT ETV NEWS WEEK
- Face à la Presse
- Ton Motivateur Personnel
- Sa Moun Ka Di (avec Alain Thimalon)
- Questions Sans Détour
- MI MO-LA !
- Le mot d'Elo
- ETV Services
- Les clefs du manager
- Fouté Fé
- Wow le Téléshopping
- Le Baromètre ETV
- Les Ateliers Cuisine ETV
- Music & News
- Ville en Folie
- ETV Santé
- Moun Péyi Show
- Le Journal du Tour Cycliste
- Tout autour du Tour (2014-2017) : Magazine quotidien présenté par Ndy Thomas, abordant les à-côtés du Tour cycliste international de la Guadeloupe, en parallèle de la compétition
- Quelqu'un de Bien
- Enquête ETV
- IBO là ! (2013-2017)
- Star Junior
- Look de Star (2013-2015)
- Documentaire ETV
- No Comment ETV
- ETV à Domicile
- L'interview ETV
- Pas sans mon Avocat
- Le rappel des titres
- Feuille de Match
- Raphaëlle est là !
- ETV fitness
- Top Santé
- Le Talk
- Nord Infos
- Hozizon
- Départementez-vous
- Mi Dao
- Je = MC2
- Kilti An Ka
- Entreprendre